# Epitherina rhodopoleos
Epitherina rhodopoleos là một loài bướm đêm trong họ Geometridae.